# Berlin-Marathon 2024
| 50. Berlin-Marathon    | 50. Berlin-Marathon          |
| ---------------------- | ---------------------------- |
| Stadt                  | Berlin, Deutschland          |
| Datum                  | 29. September 2024           |
| Distanz                | 42,195 Kilometer             |
| Sieger                 |                              |
| Männer                 | Milkesa Mengesha (2:03:17 h) |
| Frauen                 | Tigist Ketema (2:16:42 h)    |
| ← Berlin-Marathon 2023 | Berlin-Marathon 2025 →       |
| Website                | Offizielle Website           |

Der Berlin-Marathon 2024 (offiziell: BMW Berlin-Marathon 2024) war die 50. Ausgabe der jährlich stattfindenden Laufveranstaltung in Berlin, Deutschland.
Der Marathon fand am 29. September 2024 statt. In Summe wurde mit 54.280 Läufern ein neuer Weltrekord an Zielläufern bei einem Marathonlauf aufgestellt.
Er war Teil der World Marathon Majors 2024 und hatte das Etikett Platinum Label der World Athletics Label Road Races 2024.
Die TV-Übertragung wurde bei RTL von René Hiepen und Sabrina Mockenhaupt-Gregor kommentiert.

## Ergebnisse

### Männer
| Platz | Athlet               | Nation    | Zeit    |
| ----- | -------------------- | --------- | ------- |
| 01    | Milkesa Mengesha     | Äthiopien | 2:03:17 |
| 02    | Cybrian Kotut        | Kenia     | 2:03:22 |
| 03    | Haymanot Alew        | Äthiopien | 2:03:31 |
| 04    | Stephen Kiprop       | Kenia     | 2:03:37 |
| 05    | Hailemariyam Kiros   | Äthiopien | 2:04:35 |
| 06    | Yohei Ikeda          | Japan     | 2:05:12 |
| 07    | Tadese Takele        | Äthiopien | 2:05:13 |
| 08    | Oque Kibrom Ruesom   | Eritrea   | 2:05:37 |
| 09    | Enock Onchari        | Kenia     | 2:05:53 |
| 10    | Derseh Kindie Kassie | Äthiopien | 2:05:54 |

Als beste deutsche Läufer belegten Sebastian Hendel Platz 17 (2:07:33 h), Hendrik Pfeiffer Platz 24 (2:08:20 h) und Filimon Abraham Platz 26 (2:08:52 h).

### Frauen
| Platz | Athletin              | Nation                 | Zeit    |
| ----- | --------------------- | ---------------------- | ------- |
| 01    | Tigist Ketema         | Äthiopien              | 2:16:42 |
| 02    | Mestawot Fikir        | Äthiopien              | 2:18:48 |
| 03    | Bosena Mulatie        | Äthiopien              | 2:19:00 |
| 04    | Aberu Ayana           | Äthiopien              | 2:20:20 |
| 05    | Ai Hosoda             | Japan                  | 2:20:31 |
| 06    | Mizuki Matsuda        | Japan                  | 2:20:42 |
| 07    | Calli Hauger-Thackery | Vereinigtes Königreich | 2:21:24 |
| 08    | Yebrgual Melese       | Äthiopien              | 2:21:39 |
| 09    | Fikrte Wereta         | Äthiopien              | 2:23:23 |
| 10    | Sisay Meseret Gola    | Äthiopien              | 2:23:36 |

Als beste deutsche Läuferinnen belegten Melat Kejeta Platz 11 (2:23:40 h), Melina Wolf Platz 18 (2:27:34 h) und Lisa Huwatschek Platz 22 (2:33:23 h).

## Laufstrecke
Straße des 17. Juni – Großer Stern – Ernst-Reuter-Platz – Marchstraße – Franklinstraße – Gotzkowskistraße – Alt-Moabit – Willy-Brandt-Straße – Otto-von-Bismarck-Allee – Konrad-Adenauer-Straße – Reinhardtstraße – Torstraße – Mollstraße – Karl-Marx-Allee – Strausberger Platz – Lichtenberger Straße – An der Michaelbrücke – Michaelkirchstraße – Köpenicker Straße – Heinrich-Heine-Straße – Moritzplatz – Prinzenstraße – Ritterstraße – Reichenberger Straße – Kottbusser Tor – Kottbusser Straße – Kottbusser Damm – Hermannplatz – Hasenheide – Südstern – Gneisenaustraße – Yorckstraße – Goebenstraße – Potsdamer Straße – Grunewaldstraße – Martin-Luther-Straße – Innsbrucker Platz – Hauptstraße – Rheinstraße – Kaisereiche – Schmiljanstraße – Friedrich-Wilhelm-Platz – Wiesbadener Straße – Südwestkorso – Breitenbachplatz – Dillenburger Straße – Lentzeallee – Platz am Wilden Eber – Rheinbabenallee – Roseneckplatz – Hohenzollerndamm – Fehrbelliner Platz – Brandenburgische Straße – Konstanzer Straße – Olivaer Platz – Kurfürstendamm – Tauentzienstraße – Wittenbergplatz – Kleiststraße – Nollendorfplatz – Bülowstraße – Potsdamer Straße – Potsdamer Platz – Leipziger Platz – Leipziger Straße – Jerusalemer Straße – Mohrenstraße – Markgrafenstraße – Französische Straße – Glinkastraße – Unter den Linden – Brandenburger Tor – Straße des 17. Juni